# Цецино (заказник)
Це́цино — ландшафтний заказник загальнодержавного значення в Україні. Розташований у межах Чернівцької області, на західній околиці Чернівців та в Кіцманському і Сторожинецькому районах. 
Розташований на схилах гори з однойменною назвою — Цецино (537 м), яка є найвищою точкою Чернівецької височини. 
Площа заказника 430 га. Створений 1974 року. Перебуває у віданні ДП «Чернівецький лісгосп» (Ревнянське л-во, кв. 21-25). 
Заказник є частиною Чернівецького регіонального парку і розташований у зеленій зоні Чернівців. Тому він має ландшафтно-естетичне та рекреаційне значення.

## Рослинність

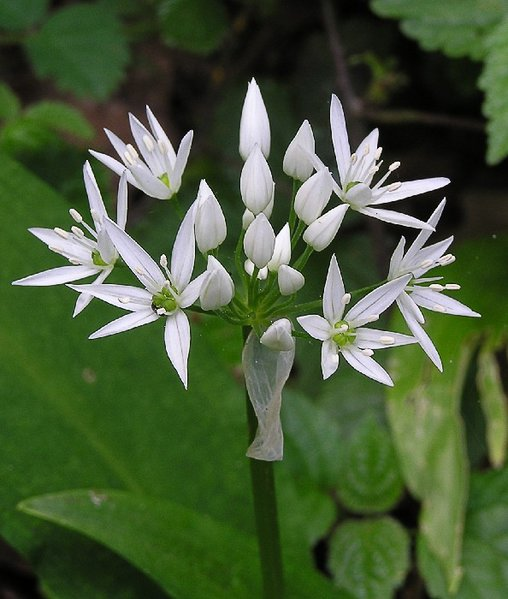
Квітки цибулі ведмежої

На території заказника домінують букові праліси з домішками бузини чорної, дуба скельного і дуба звичайного, рідше — клена гостролистого, явора, граба. Серед трав'яної рослинності домінують осока волосиста і лісова, медунка темна, маренка запашна, зеленчук жовтий, цибуля ведмежа, апозерис  смердючий, яглиця звичайна, шавлія (Salvia glutinosa L.), бузина трав'яниста, безщитник жіночий, кропива дводомна, щучник дернистий, мітлиця  тонка, хвощ великий, гадючник звичайний, райграс високий, трищетинник жовтуватий, волошка лучна, костриця лучна, деревій звичайний тощо. 
Окрім цього на території ландшафтного заказника присутні угруповання адвентивного виду північноамериканського походження — розрив-трави дрібноквіткової. Бріофлора заказника налічує близько 69 видів з 50 родів 20 родин. 
Серед видів занесених до Червоної книги тут поширені: клокичка периста, беладонна звичайна, цибуля ведмежа, веснівка дволиста, скополія карніолійська, косарики черепитчасті, пізньоцвіт осінній, орхідеї зозулині сльози, билинець комарниковий, булатка червона та великоквіткова, коручка чемерникоподібна, зозулині черевички справжні та гніздівка звичайна.

## Тваринний світ

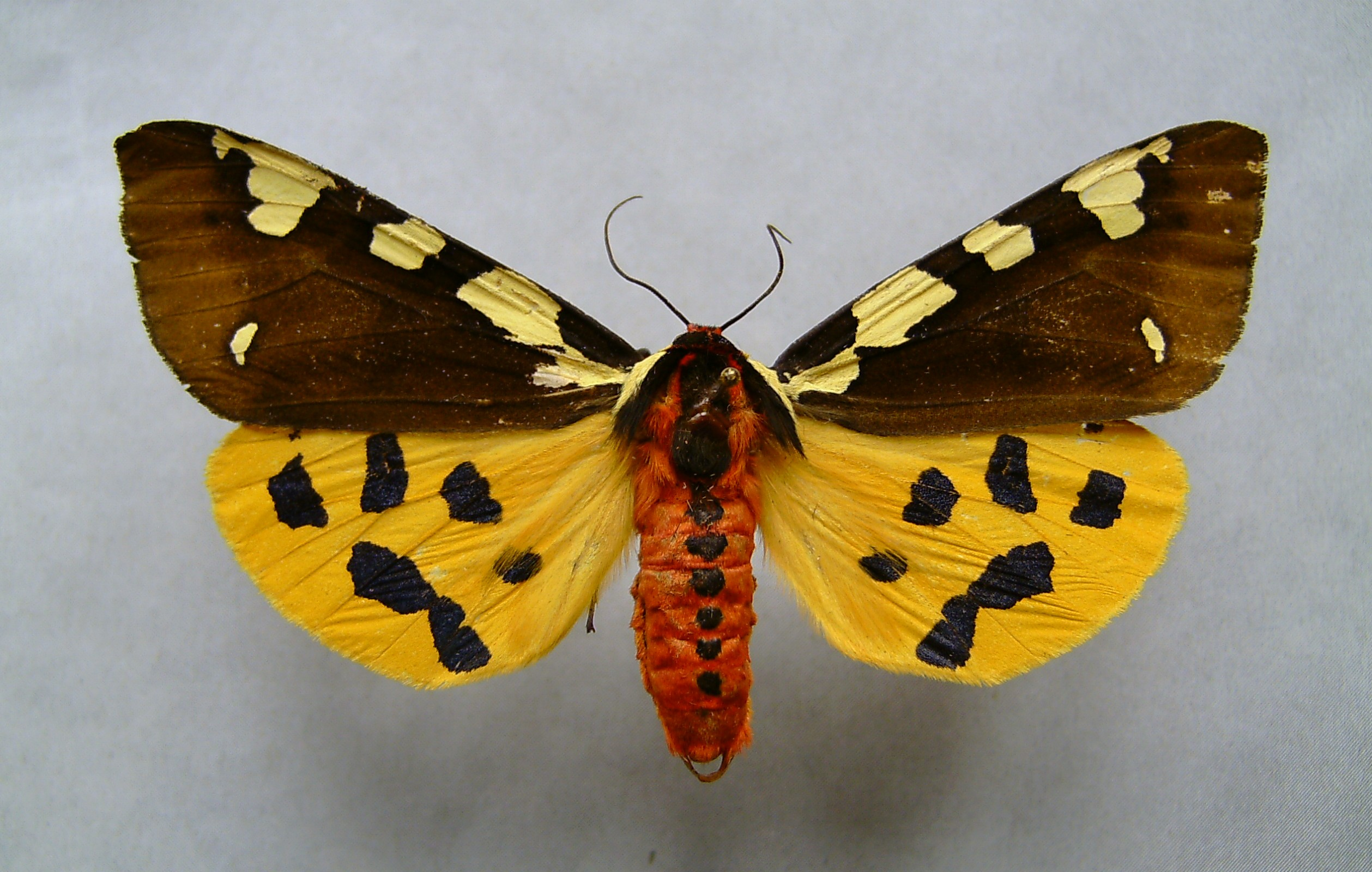
Ведмедиця велика

На теренах заказника «Цецино» налічують 38 видів птахів та 14 видів ссавців. Тваринний світ заказника вивчений доволі мало: досліджені переважно мисливські звірі. Зокрема, тут трапляються сарна європейська, свиня дика, лисиця руда, куниця лісова, вивірка лісова, ласка, горностай. 
Серед земноводних тут присутні тритон звичайний, тритон гребінчастий, кумка жовточерева, райка деревна, ропуха звичайна, жаба озерна, ставкова жаба, жаба їстівна, жаба трав'яна та жаба прудка.
Серед лускокрилих, занесених до Червоної книги, тут мешкають стрічкарка тополева, райдужниця велика, люцина, сатурнія руда, ендроміс березовий, ведмедиця велика, ведмедиця-господиня та інші. Серед червонокнижних комах тут зустрічається вусач-розалія альпійська. Серед червонокнижних хребетних тварин тут траплялись мідянка та лелека чорний, окрім цього говорять про знахідки тут сліпака буковинського. Серед представників фауни, занесених до Європейського Червоного списку тут трапляються метелики алькон та аріон, молюск слимак виноградний та мурашка руда лісова.